# Roberto Trotta
Roberto Luis Trotta (Pigüé, Provincia de Buenos Aires, Argentina; 28 de enero de 1970) es un exfutbolista y actual director técnico argentino. 
Jugaba como marcador central y su primer equipo fue Estudiantes de La Plata. Su último club antes de retirarse fue Barcelona S. C..
 Fue ayudante de Diego Maradona en Al Wasl de los Emiratos Árabes Unidos, hasta que fue despedido por el mismo Maradona. Además, dirigió a Unión de Santa Fe, Atlante y Sarmiento de Junín.

## Selección nacional
También jugó 3 partidos amistosos en la Selección Argentina de Fútbol de los cuales fueron el miércoles 11 de octubre de 1995 en el 0 a 0 frente a Colombia, el miércoles 11 de noviembre en la derrota 0 a 1 frente a Brasil sendos partidos disputados en el entonces Estadio Monumental Antonio Vespucio Liberti del Club Atlético River Plate de la Ciudad Autónoma de Buenos Aires del cual fue amonestado con tarjeta amarilla, y finalmente su último partido fue el jueves 21 de diciembre de 1995 en el Estadio Malvinas Argentinas de la Ciudad de Mendoza en la victoria albiceleste 6 a 0 frente a su similar de la Selección Nacional de Venezuela.

## Clubes

### Como jugador
| Club                      | País      | Año       |
| ------------------------- | --------- | --------- |
| Estudiantes de La Plata   | Argentina | 1988-1992 |
| Vélez Sarsfield           | Argentina | 1993-1996 |
| AS Roma                   | Italia    | 1996-1997 |
| Sporting Gijón            | España    | 1997-1998 |
|                           |           |           |
| River Plate               | Argentina | 1998-2001 |
| Racing                    | Argentina | 2002      |
| Puebla                    | México    | 2002-2003 |
| Universitario de Deportes | Perú      | 2003      |
| Estudiantes de La Plata   | Argentina | 2003-2004 |
| Unión de Santa Fe         | Argentina | 2004-2005 |
| Barcelona SC              | Ecuador   | 2005-2006 |

### Como asistente técnico
| Club    | País | Año       |
| ------- | ---- | --------- |
| Al Wasl | EAU  | 2011-2012 |

### Como entrenador
| Club               | País      | Año       |
| ------------------ | --------- | --------- |
| Unión de Santa Fe  | Argentina | 2007      |
| Atlante            | México    | 2008      |
| Puebla FC          | México    | 2009      |
| Ferro Carril Oeste | Argentina | 2010      |
| Real Potosí        | Bolivia   | 2013-2014 |
| Sarmiento de Junín | Argentina | 2014      |

## Palmarés

### Campeonatos nacionales
| Título           | Club            | País      | Año    |
| ---------------- | --------------- | --------- | ------ |
| Primera División | Vélez Sarsfield | Argentina | C-1993 |
| Primera División | Vélez Sarsfield | Argentina | A-1995 |
| Primera División | Vélez Sarsfield | Argentina | C-1996 |
| Primera División | River Plate     | Argentina | C-1997 |
| Primera División | River Plate     | Argentina | A-1999 |
| Primera División | River Plate     | Argentina | C-2000 |

### Copas internacionales
| Título                | Club            | Sede         | Año  |
| --------------------- | --------------- | ------------ | ---- |
| Copa Libertadores     | Vélez Sarsfield | São Paulo    | 1994 |
| Copa Intercontinental | Vélez Sarsfield | Tokio        | 1994 |
| Copa Interamericana   | Vélez Sarsfield | Buenos Aires | 1996 |